# Bel air (canción)
«Bel air ~Kuuhaku no shunkan no naka de~» (ヴェル・エール～空白の瞬間の中で～ Bel air ~Kūhaku no shunkan no naka de~?) Es el tercer sencillo de la banda japonesa Malice Mizer lanzado el 19 de julio de 1997 en su primera edición, contenida en un Box-Set que incluye un VHS con el tráiler del Cortometraje Verte Aile y un booklet de 16 páginas, el CD de esta edición no contiene el c/w COLOR ME BLOOD RED ni la versión instrumental de Bel Air. La versión estándar fue lanzada el 6 de agosto de 1997. Está es en formato 8cmCD y contiene el c/w y la versión instrumental.
La edición limitada alcanzó el número 20 en el ranking del Oricon Style Singles Weekly Chart y se mantuvo durante tres semanas en la lista, mientras que al edición regular alcanzó el puesto número 42.

## Lista de canciones

### Primera edición
| Primera edición (8cmCD) |                                                                                |        |        |          |  |
| N.º                     | Título                                                                         | Letras | Música | Duración |  |
| 1.                      | «ヴェル・エール～空白の瞬間の中で～ (Bel air ~Kuuhaku no shunkan no naka de~)» | Gackt  | Mana   | 5:24     |  |

| VHS |                                                                               |        |               |          |  |
| N.º | Título                                                                        | Letras | Música        | Duración |  |
| 1.  | «Bel air ~Kuuhaku no shunkan no naka de~ de l'image "la selection"» (Trailer) |        | Gackt, Chopin | 5:00     |  |

### Segunda edición
| Segunda Edición (8cmCD) |                                                                                |        |        |          |  |
| N.º                     | Título                                                                         | Letras | Música | Duración |  |
| 1.                      | «ヴェル・エール～空白の瞬間の中で～ (Bel air ~Kuuhaku no shunkan no naka de~)» | Gackt  | Mana   | 5:24     |  |
| 2.                      | «COLOR ME BLOOD RED»                                                           | Közi   | Közi   | 3:02     |  |
| 3.                      | «Bel air ~Kuuhaku no shunkan no naka de~ (Instrumental)»                       |        | Mana   | 5:24     |  |
| 13:50                   |                                                                                |        |        |          |  |